# クメール共和国

クメール共和国
សាធារណរដ្ឋខ្មែរ (クメール語)
République Khmère (フランス語)

国の標語: សេរីភាពសមភាពភាតរភាពវឌ្ឍនភាពនិងសុភមង្គល（クメール語）
自由、平等、博愛、進歩と幸福国歌: ដំណើរនៃសាធារណរដ្ឋខ្មែរ（クメール語）
クメール共和国行進曲
 

クメール共和国（クメールきょうわこく）は、かつてカンボジアに存在した国家である。
1970年3月18日、ロン・ノル主導のクーデターで国家元首ノロドム・シハヌークを追放し、王制を廃止して成立する。しかし、政権運営当初から国内の抵抗勢力に悩まされ、統治体制は磐石ではなかった。1975年4月17日、カンプチア民族統一戦線が首都プノンペンを占領し、民主カンプチアを樹立したことによりわずか5年で瓦解した。

## 略歴
| 1970年 | - 3月18日 下院がシハヌークの国家元首職解任を決議。国会議長のチェン・ヘンが国家元首を代行し、ロン・ノル首相とシリク・マタク（シハヌークの従兄弟）の三頭体制に移行。 - 3月20日 ベトナム戦争への介入開始。メコンデルタ地帯で交戦していた北ベトナム軍に対して砲撃を開始した。 - 10月 クメール共和国の樹立を宣言。 |
| 1972年 | - 3月 共和国憲法が採択されロン・ノルが大統領に、首相にシリク・マタクが就任するも1週間で罷免。 - 10月 軍事独裁体制を宣言。 |
| 1973年 | - 3月 大統領権限を強化する新憲法制定。 |
| 1975年 | - 4月 ロン・ノル亡命 - 4月17日 プノンペン陥落、クメール共和国崩壊。 |